# Forest Park (Ohio)
Forest Park es una ciudad del condado de Hamilton, Ohio, Estados Unidos. Tiene una población estimada, a mediados de 2023, de 19 839 habitantes.
Forma parte del área metropolitana de la ciudad de Cincinnati.

## Geografía
Está ubicada en las coordenadas 39°17′10″N 84°31′33″O / 39.28611, -84.52583 (39.286209, -84.525958). Según la Oficina del Censo, tiene una superficie total de 16.71 km², de los cuales 16.70 km² corresponden a tierra firme y 0.01 km² están cubiertos de agua.

## Demografía

### Censo de 2020
Según el censo de 2020, en ese momento tenía una población de 20 189 habitantes. La densidad de población era de 1208.92 hab/km².
| Raza                   | Núm.   | Porc.   |
| ---------------------- | ------ | ------- |
| Afroamericanos         | 11 319 | 56.07%  |
| Blancos                | 4026   | 19.94%  |
| Amerindios             | 129    | 0.64%   |
| Asiáticos              | 1387   | 6.87%   |
| Isleños del Pacífico   | 55     | 0.27%   |
| De otras razas         | 1756   | 8.70%   |
| De una mezcla de razas | 1517   | 7.51%   |
| Total                  | 20 189 | 100.00% |

Del total de la población, el 13.13% de los habitantes eran hispanos o latinos de cualquier raza.